# Peter Hollingworth
Peter John Hollingworth (Adelaida, 10 de abril de 1935) es un obispo anglicano retirado de Australia. Comprometido en el trabajo social durante varias décadas, se desempeñó como arzobispo de la diócesis anglicana de Brisbane durante 11 años a partir de 1989 y fue el australiano del año en 1991. Se desempeñó como el 23º Gobernador General de Australia desde 2001 hasta 2003. También es autor y receptor de varios honores civiles y eclesiásticos. En 2003 se convirtió en el tercer gobernador general australiano en renunciar, luego de que se emitieran críticas por su conducta como arzobispo de Brisbane en la década de 1990.

## Trayectoria
Hollingworth fue reclutado para el servicio nacional en 1953 y, después de un entrenamiento básico en la base RAAF en Point Cook, comenzó a trabajar en la oficina del capellán y discernió una vocación al ministerio ordenado. Después de matricularse en 1954 se matriculó en la Universidad de Melbourne, residiendo en el Trinity College como miembro de su escuela de teología. Se graduó con una licenciatura en artes en 1958 y una licenciatura en teología en 1959. El 6 de febrero de 1960 se casó con Kathleen Ann Turner, una fisioterapeuta obstétrica, a quien había conocido en el Servicio Nacional. La pareja tiene tres hijas.
Hollingworth fue ordenado sacerdote anglicano en 1960. Hollingworth se convirtió en diácono a cargo y luego en sacerdote de St. Mary's North Melbourne, en un ministerio grupal de la Misión Anglicana del Centro de la Ciudad del Centro Diocesano de Melbourne. En 1964 se unió a la Hermandad de St Laurence, una organización anglicana de bienestar independiente, como capellán y director de trabajo de jóvenes y niños, luego como director de política social e investigación. Completó una maestría en trabajo social y en 1980 fue nombrado director ejecutivo de la Hermandad de St. Laurence, donde trabajó durante 25 años y estuvo involucrado en otros organismos comunitarios y de bienestar asociados.
Escribió varios libros sobre su trabajo con los pobres que se convirtieron en textos educativos. Como defensor público de la política de bienestar, argumentó que "la pobreza debe considerarse en términos de la estructura de la sociedad en lugar del caso individual". Fue elegido canónigo de la Catedral de San Pablo en 1980 y se convirtió en obispo en el centro de la ciudad tras su consagración, el 24 de febrero de 1985. En 1989 fue elegido octavo arzobispo de Brisbane, donde continuó su defensa de los pobres y desfavorecidos y apoyó la ordenación de mujeres.
Fue presidente del Año Internacional de la Vivienda para el Comité Nacional de ONG para Personas sin Hogar y fue nombrado Australiano del Año para 1991, siendo descrito como "el principal portavoz de justicia social de Australia". Utilizó su perfil público para criticar la política del gobierno en relación con el bienestar de los aborígenes y el desempleo juvenil. En 1998, asistió como delegado designado a la Convención Constitucional Australiana de 1998. En 2015-2016, Hollingworth se enfrentó a preguntas como parte de la Comisión Real de Respuestas Institucionales al Abuso Sexual Infantil con respecto a su manejo de reclamos de abuso mientras era Arzobispo de Brisbane. Se disculpó con las víctimas por no perseguir sus reclamos con mayor rigor.